# Osceola megye (Florida)
Osceola megye az Amerikai Egyesült Államokban, azon belül Florida államban található. Megyeszékhelye és legnagyobb városa Kissimmee. Lakosainak száma 388 656 fő (2020. április 1.). Osceola megye Orange, Brevard, Indian River, Okeechobee, Highlands, Polk és Lake megyékkel határos.

## Népesség
A megye népességének változása:
| Lakosok száma | 269 688 | 277 803 | 287 924 | 298 504 | 323 993 | 388 656 |
|               | 2010    | 2011    | 2012    | 2013    | 2015    | 2020    |